# Dodge Ram
Der Dodge Ram („Widder“) ist ein Automobil-Modell (Pick-up) von Chrysler, das vorrangig in den Vereinigten Staaten und in Kanada verkauft wird. Unter diesem Namen kam das Fahrzeug zum ersten Mal 1981 auf den Markt und war Teil der Dodge D-Serie.
Bis Anfang der 1990er Jahre galten Dodge-Pick-ups selbst im mittleren Westen als langweilig und unauffällig. Mit der Baureihe 1994 änderte sich dies schlagartig. Besonders der nun deutlich größere und abgesetzte Grill war neues Markenzeichen, das auch in den nachfolgenden Modellreihen beibehalten wurde.
Von 1979 bis 1996 gab es unterhalb des normalen Dodge Ram und dem Dodge Dakota auch noch den auf dem Mitsubishi L200 basierenden Dodge Ram 50.
Bis 1996 gab es auch die als Dodge Ram Van bezeichneten großen Transporter („Fullsize Van“), etwa als Kastenwagen und Kleinbus sowie mit diversen Sonderaufbauten.
Seit 2009 ist Ram eine eigenständige Sparte der Chrysler Group LLC, bzw. seit deren Fusion 2014 mit Fiat S.p.A. zu Fiat Chrysler Automobiles, eine Marke des fusionierten Konzerns und nur noch für die Pick-Up-Produktion zuständig. Diese Veränderung zieht auch einen Wechsel des Markenlogos nach sich. Ram trägt nun den Widderkopf mit dem entsprechenden RAM-Schriftzug. Die Sparte Dodge ist jetzt nur noch für die Pkw-Produktion verantwortlich.
Das Auto wird an verschiedenen Orten gefertigt: in der Saltillo Truck Assembly in Saltillo in Mexiko, in der Saint Louis Assembly North in Missouri, sowie in der Warren Truck Assembly in Michigan.

## Erste Generation (1981–1993; D/W trucks)
Die erste Generation wurde 1981 vorgestellt, das D-Modell verfügte über einen Hinterradantrieb, das *W-Modell über einen Allradantrieb. Das Auto war wahlweise mit einer Ladefläche von 6 Fuß 6 Zoll (ca. 2 m) oder 8 Fuß (ca. 2,5 m) erhältlich. Äußerlich ähnelte diese Generation der vorangegangenen Dodge D-Serie, die Karosserie war nur leicht überarbeitet worden. Erhältlich waren die Versionen 150 mit einer halben, 250 mit einer ¾, sowie 350 mit einer Tonne Zuladung.
Es folgten verbesserte Versionen in den Jahren 1984, 1985, 1986, 1988 (Saugrohreinspritzung) sowie 1989 (verbesserte Motoren). Im Jahr 1991 wurde das Design des Kühlergrills überarbeitet, ab 1992 wurden abermals verbesserte Motoren eingebaut.

Obwohl diese Generation recht beliebt war, waren die Verkaufszahlen, verglichen mit der Ford F-Serie und dem Konkurrenzmodell von General Motors enttäuschend, da in den meisten Jahren seiner Produktion weniger als 100.000 Stück verkauft wurden.

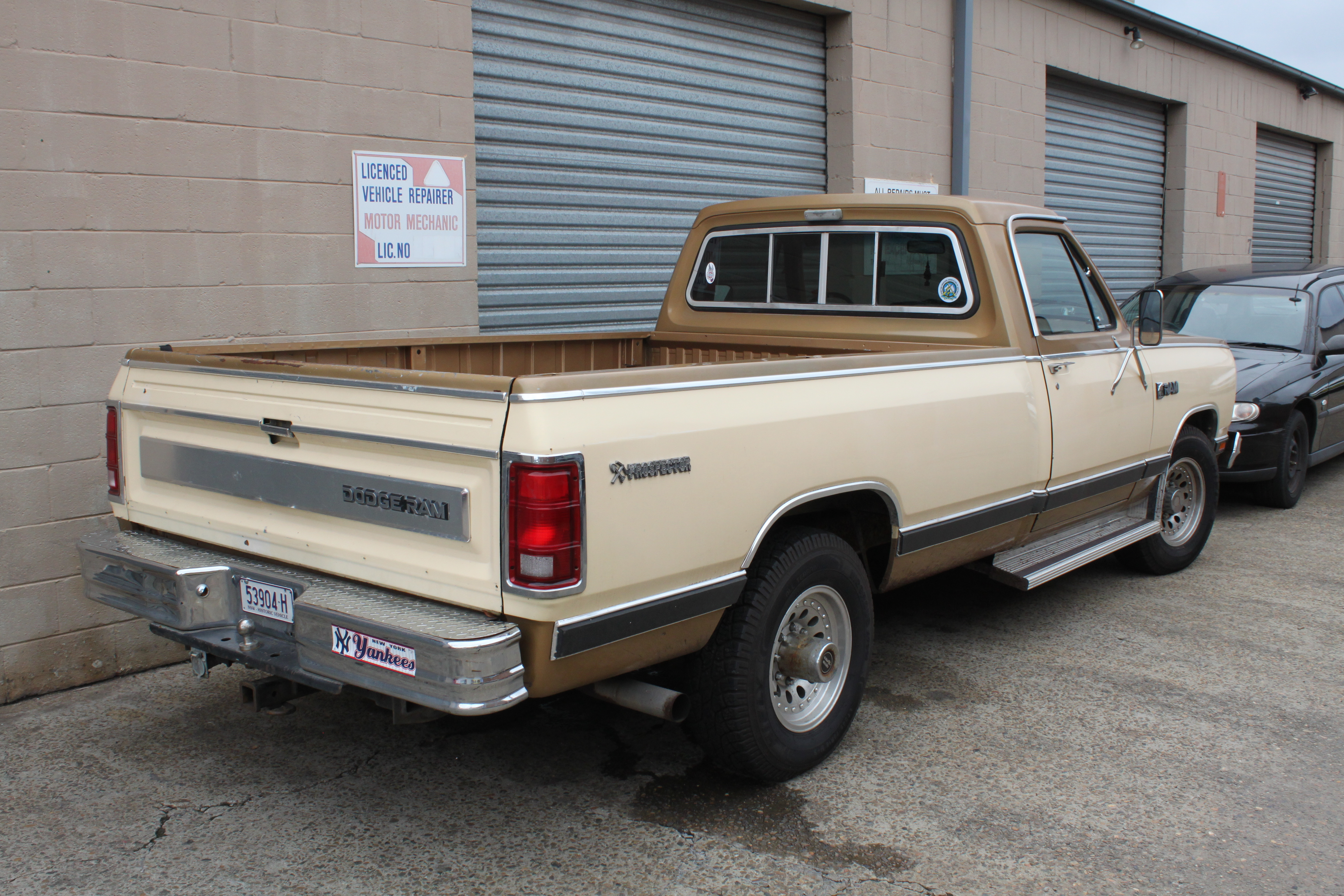
Heckansicht
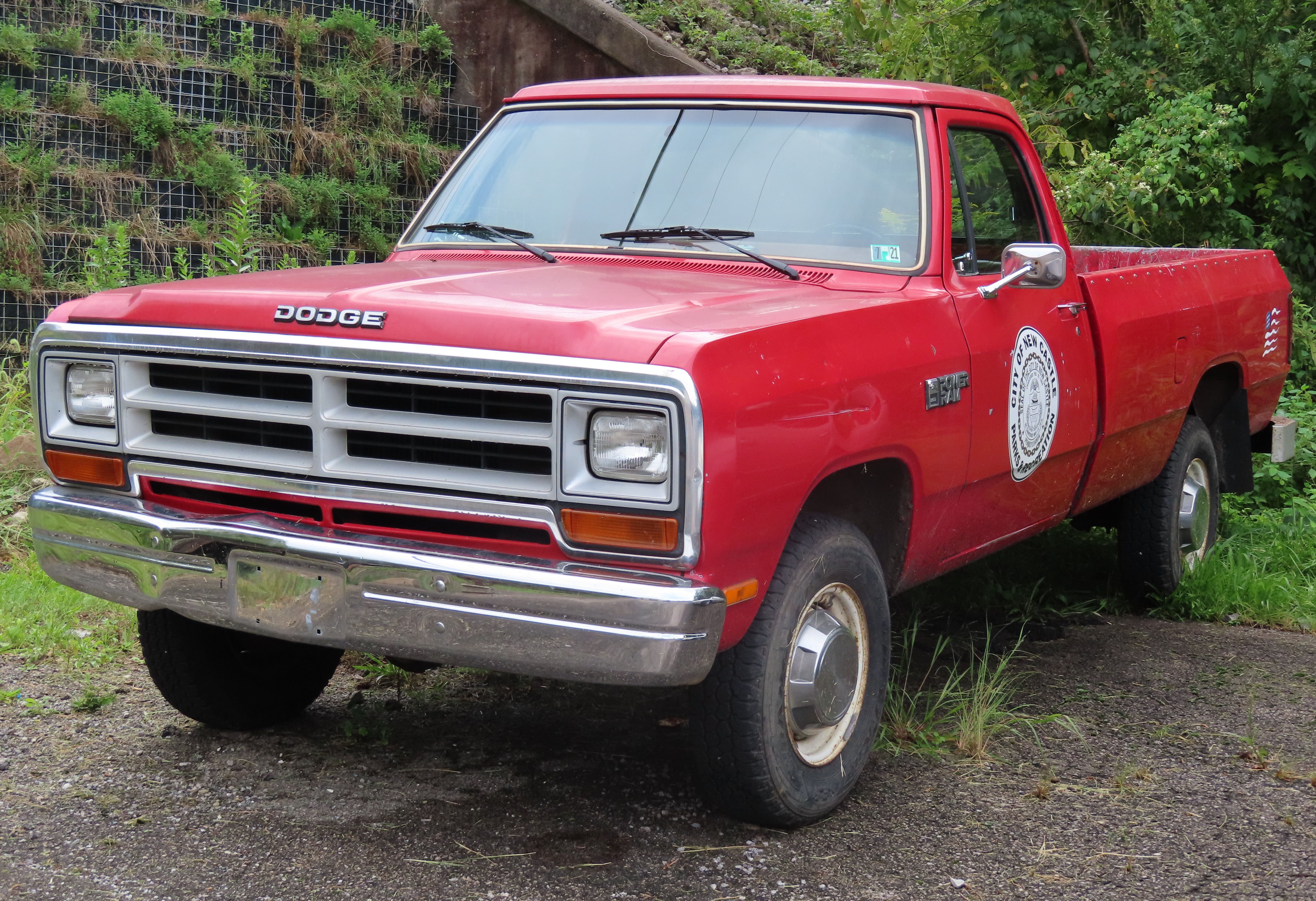
1. Facelift (1986–1990)
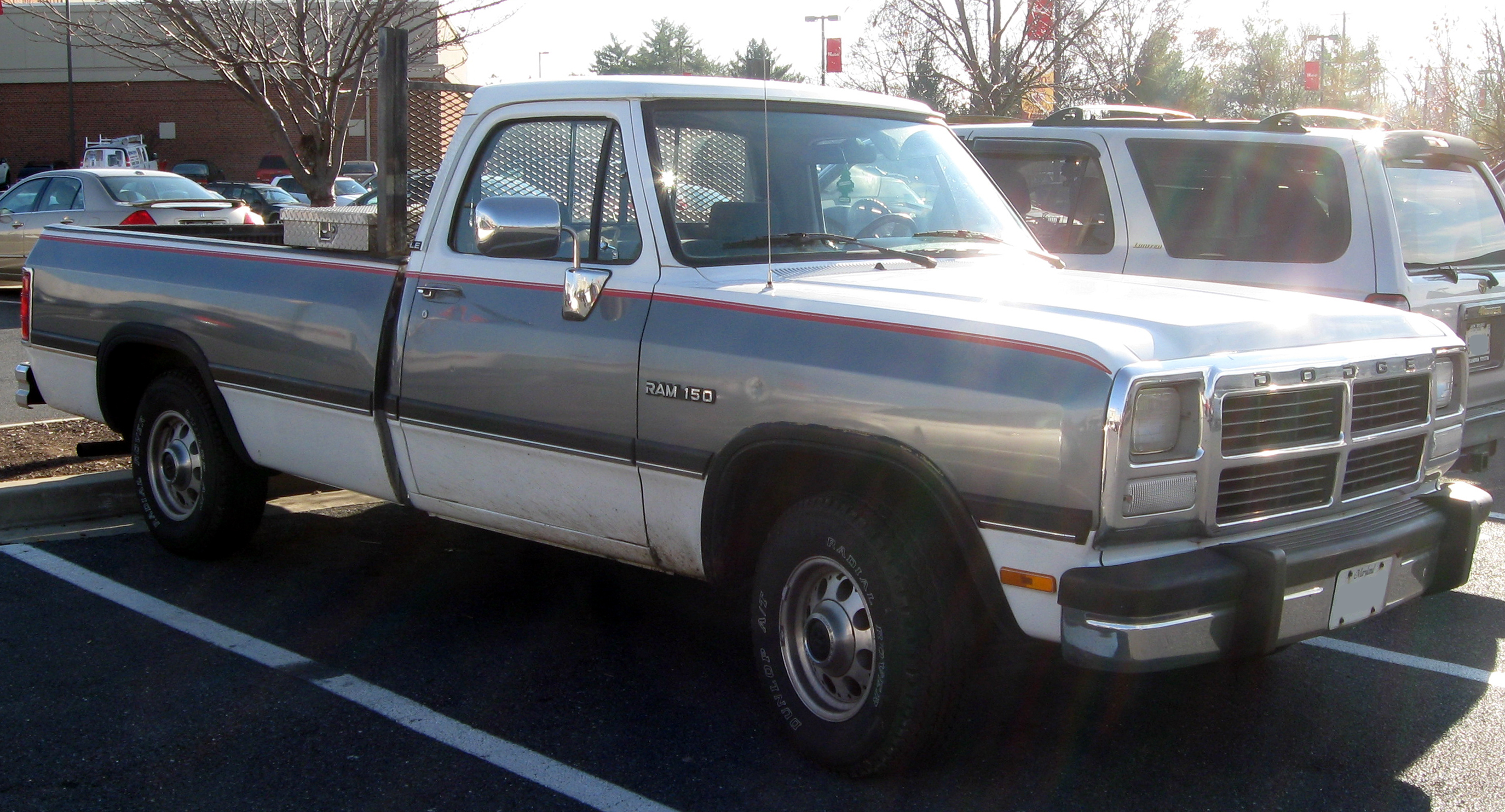
2. Facelift (SingleCab, 1990–1993)
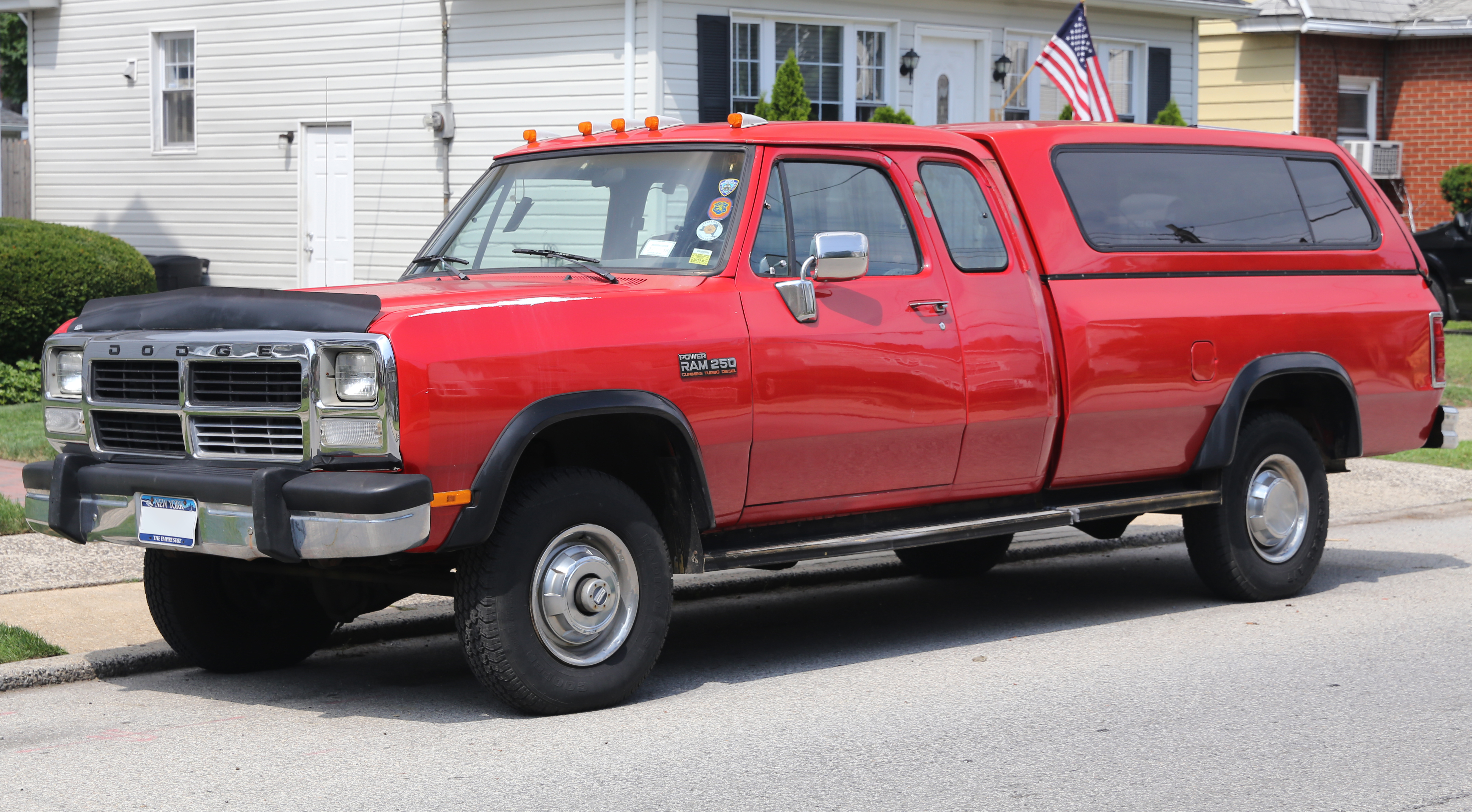
ClubCab

## Zweite Generation (1994–2001; BR/BE trucks)
1994 wurde das Auto komplett überarbeitet und war sofort ein Erfolg. Vor allem der überdimensionierte Kühlergrill und der 8,0-l-V10-Motor waren beliebt. Erhältlich waren die Versionen 1500 mit einer halben, 2500 mit einer ¾, sowie 3500 mit einer Tonne Zuladung und Zwillingsrädern an der Hinterachse. Als Karosserieform wurde er als Regular Cab (3-Sitzer), Extended Cab (5- oder 6-Sitzer) und double Cab angeboten. Bei der Ladefläche stand immer die Short oder Long-Box zur Verfügung, wobei die Short-Box beim double Cab etwas kürzer ausfiel, als bei der Extended-Version. Des Weiteren gab es auch bei der Extended-Version noch Unterschiede, wie z. B. die Möglichkeit auf eine Selbstmördertür auf der Fahrerseite oder auch das Weglassen derselben. Das Leergewicht der Wagen wird mit 2400–2800 kg angegeben.
Ab 1995 wurde auch eine Version mit Erdgas-Motor angeboten.
Die zweite Generation war ein großer wirtschaftlicher Erfolg mit Verkaufszahlen von 100.000 (1993), 240.000 (1994), 280.000 (1995) und beinahe 400.000 Einheiten 1996. 1999 wurden erstmals mehr als 400.000 Einheiten verkauft. Als Ford und General Motors überarbeitete Konkurrenzmodelle herausbrachten, die das Design des Dodge Ram teilweise übernahmen, gingen dessen Verkaufszahlen stark zurück, konnten sich 2001 jedoch wieder auf 350.000 Einheiten steigern

Von 1999 bis 2001 wurde eine dritte Generation des Dodge Ramcharger gebaut, der auf der zweiten Generation des Ram basierte. Dieser wurde jedoch nur in Mexiko angeboten, nicht in den USA.

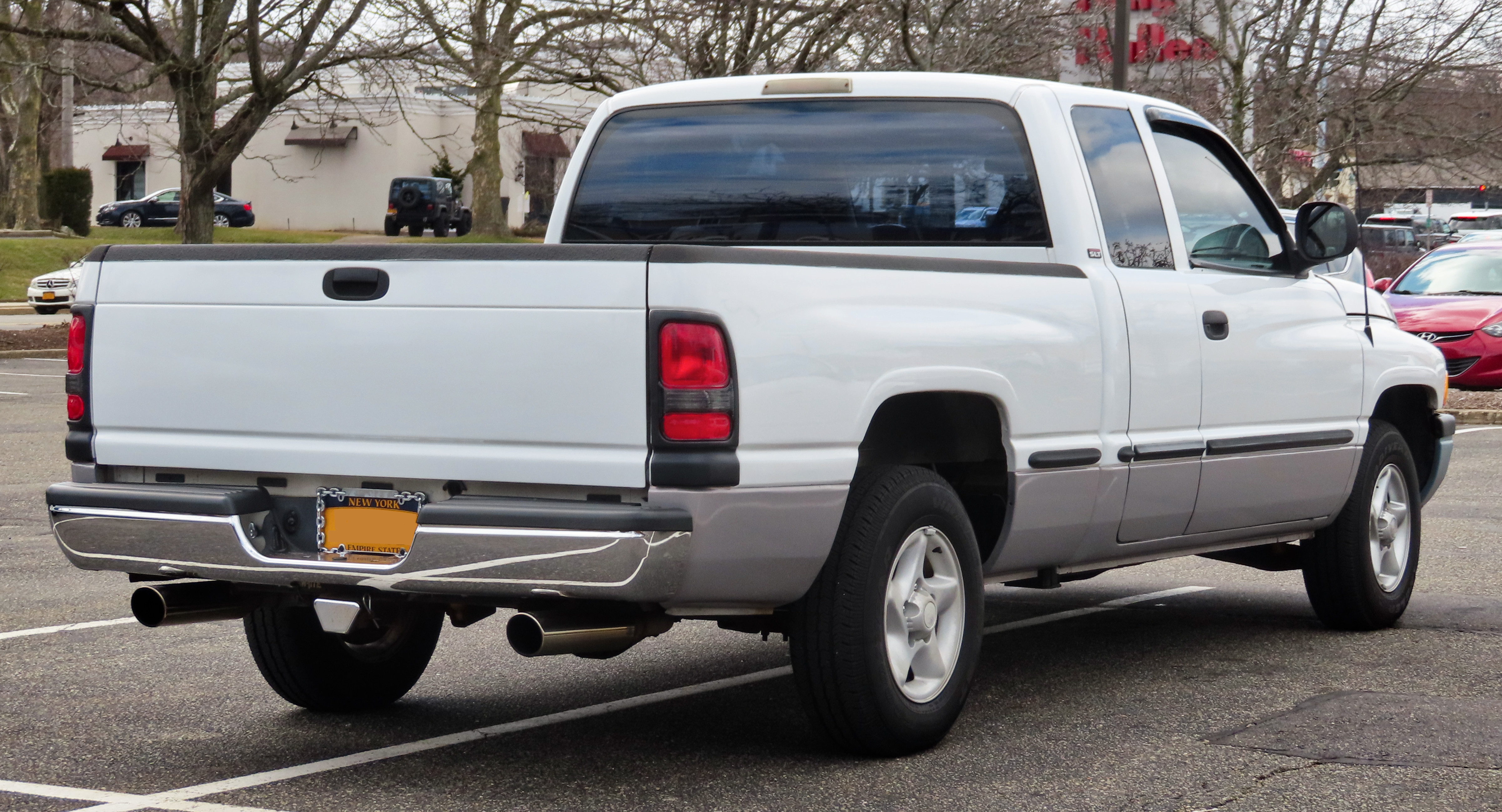
Heckansicht
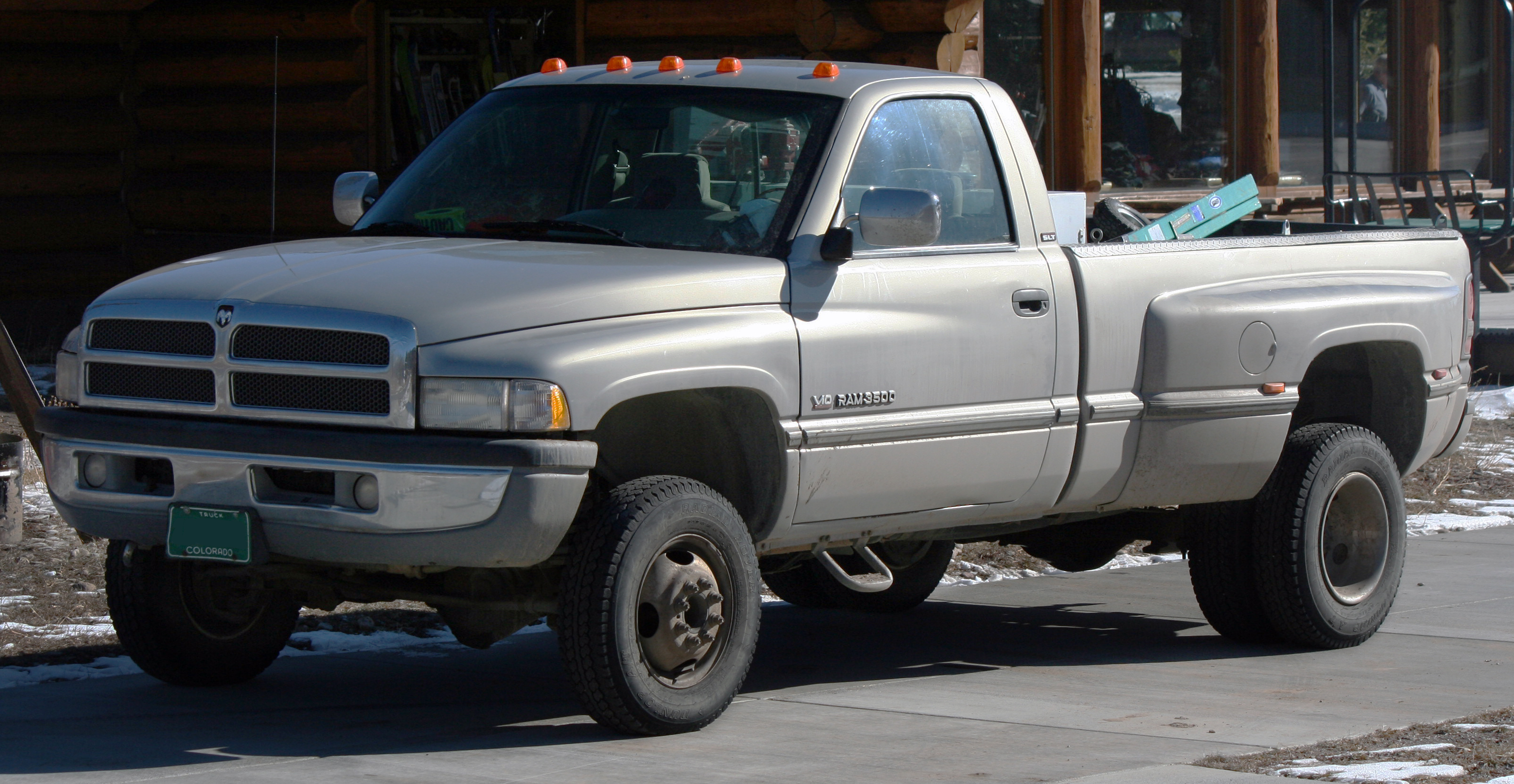
Ram 3500 V10
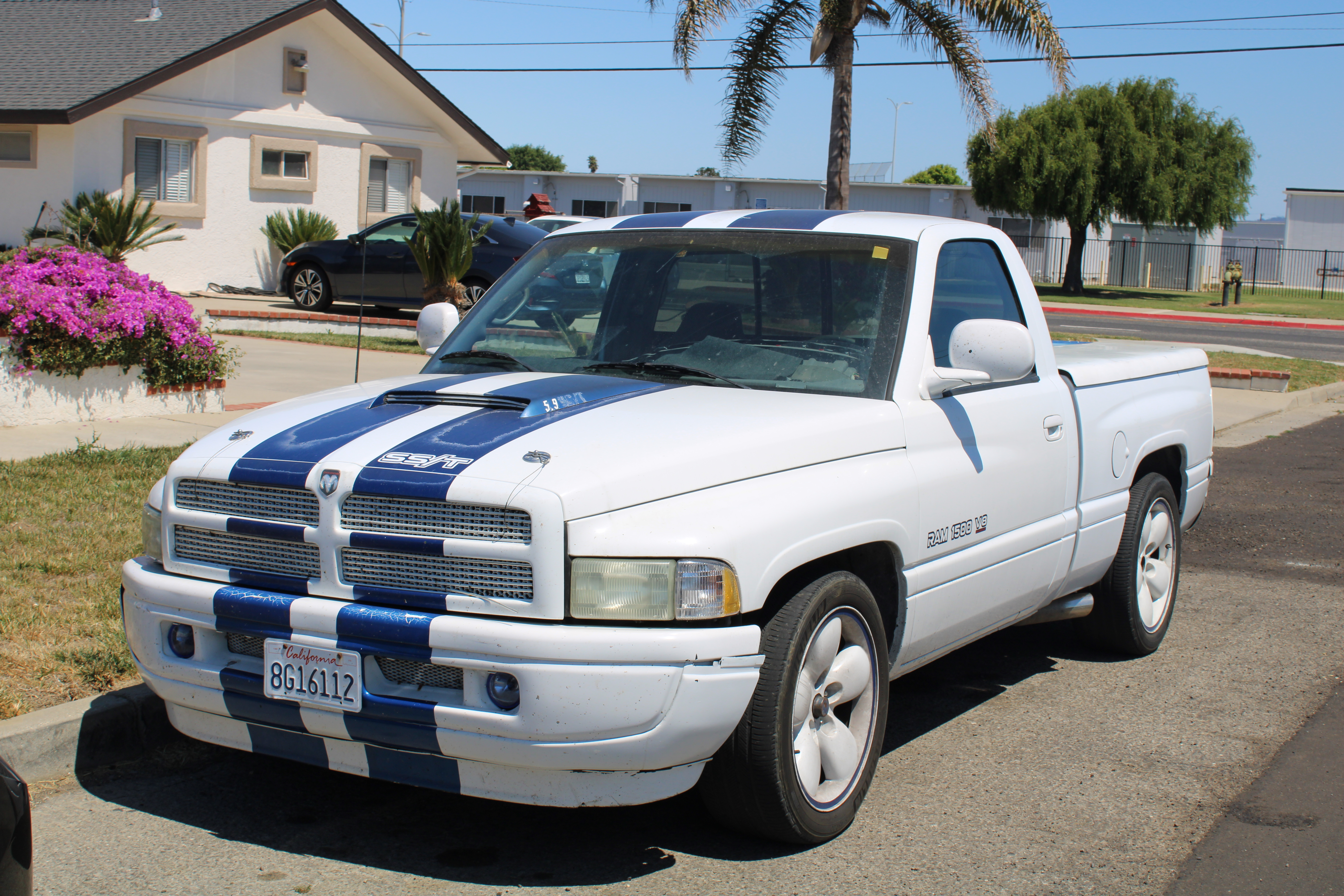
Ram mit SS/T-Packet
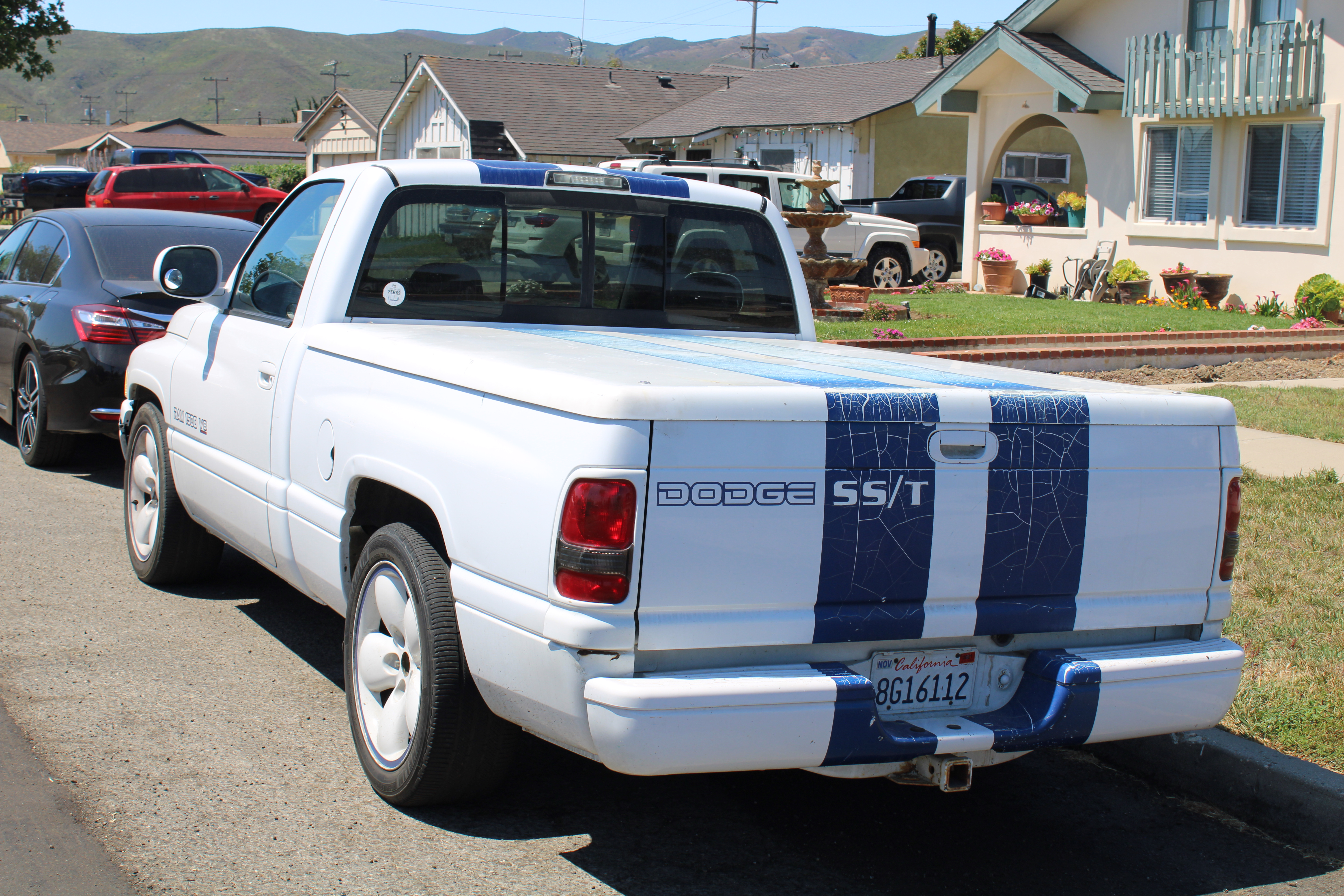
Heckansicht
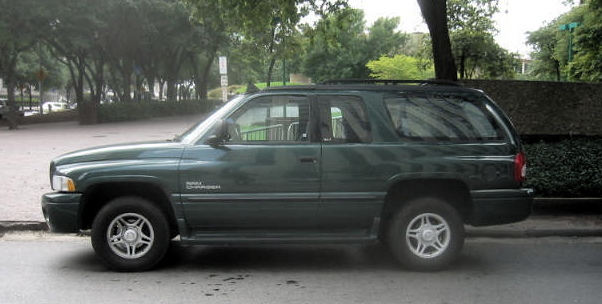
Basierte auf dem Dodge Ram: Dodge Ramcharger (Mexiko)

## Dritte Generation (2002–2009; DR trucks)
Die dritte Generation wurde 2002 vorgestellt und war abermals eine komplette Überarbeitung der vorangegangenen Version. Rahmen, Aufhängung, Antrieb sowie Innenbereich wurden grundlegend überholt. Der Kühlergrill wurde abermals vergrößert, und der verbaute Cummins ISB Dieselmotor in die Ward′s 10 Best Engines-Liste 2004 aufgenommen. Das Leergewicht wird mit 2200–2600 kg angegeben.
Die dritte Generation war mit 400.000 verkauften Exemplaren 2002 und fast 450.000 im Jahr 2003 wirtschaftlich gesehen ein noch größerer Erfolg als ihre Vorgänger.
Es gab Bestrebungen, diese Generation auch mit einem Hybridantrieb auf den Markt zu bringen, aber aufgrund von Problemen kam es nie zur Serienproduktion dieser Variante.

### Kabinenformen
- Regular Cab: Einzelkabine, 2 oder 3 Sitze
- Quad Cab: Doppelkabine, 5 oder 6 Sitze
- Mega Cab / Crew Cab: Doppelkabine

### Motoren
Angeboten wurden ein 160 kW (218 PS) starker 3,7 Liter V6, ein 4,7 l Magnum-V8 mit 175–230 kW (238–313 PS), 425 Nm und der 5,7 Liter Hemi-V8-Motor mit (246–254 kW, 510 Nm). Das Topmodell Dodge Ram SRT10, welches mit dem 8,3-Liter V10 aus der Dodge Viper (371 kW/505 PS, 730 Nm) ausgerüstet ist, schaffte sogar den Eintrag ins Guinnessbuch als schnellster Serien-Pick-up der Welt. Das Regular Cab-Modell gab es nur mit Schaltgetriebe, das Quad Cab-Modell nur mit Automatik. Dies war das einzige Mal, dass der V10-Motor aus der Viper an ein Automatikgetriebe gekoppelt war. Ebenfalls im Angebot war ab 2002 ein 5,9-Liter Reihensechszylinder-Turbodiesel von Cummins mit 186–242 kW (309 PS) und 624–752 Nm. Dieser wurde 2007 durch einen 6,7-Liter Reihensechszylinder-Turbodiesel ebenfalls von Cummins mit 261 kW (355 PS) und 880 Nm ergänzt, d. h. die beiden Motoren wurden ab diesem Zeitpunkt parallel angeboten.

### Facelift 2006 (DR/DH)
Der 2006er Dodge RAM war das letzte Facelift der dritten Generation. In dieser Version wurde erstmals ein Gegenstück zu den Crew-Cab-Modellen von Ford und GM angeboten (Mega Cab). Der Mega Cab wurde ab Werk nur mit „Short Box“ geliefert; einige Firmen boten einen Umbau auf Mega Cab mit „Long box“ an. Die Scheinwerfer des 2006er Modells wurden neu gestaltet, um effizienter zu sein. Das Innendesign wurde etwas verändert; der HEMI-V8 erhielt eine Zylinderabschaltung im Teillastbereich. Optional wurde ein Navigationssystem angeboten.

### Bildergalerie

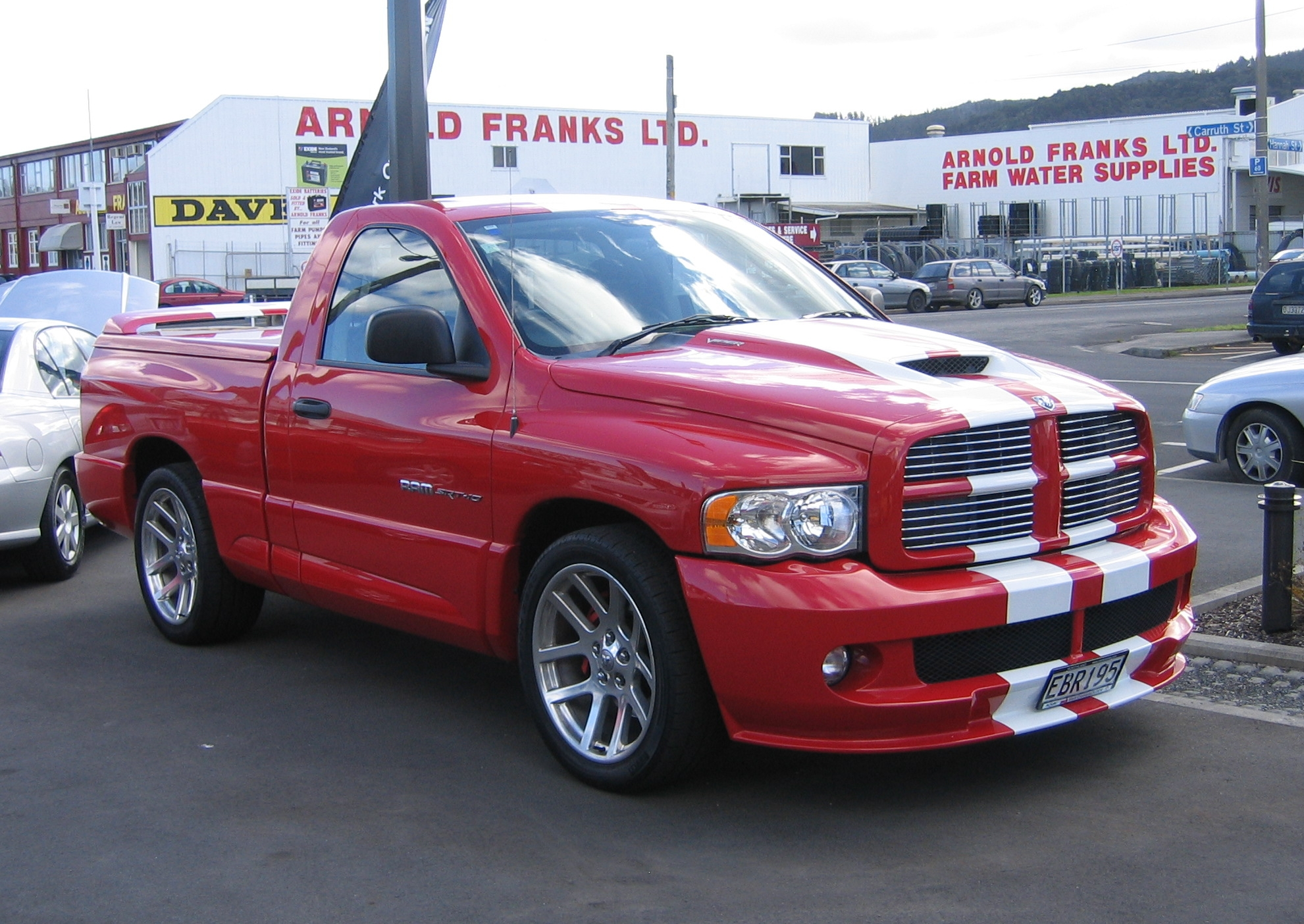
SRT-10 Regular Cab (2002–2006)
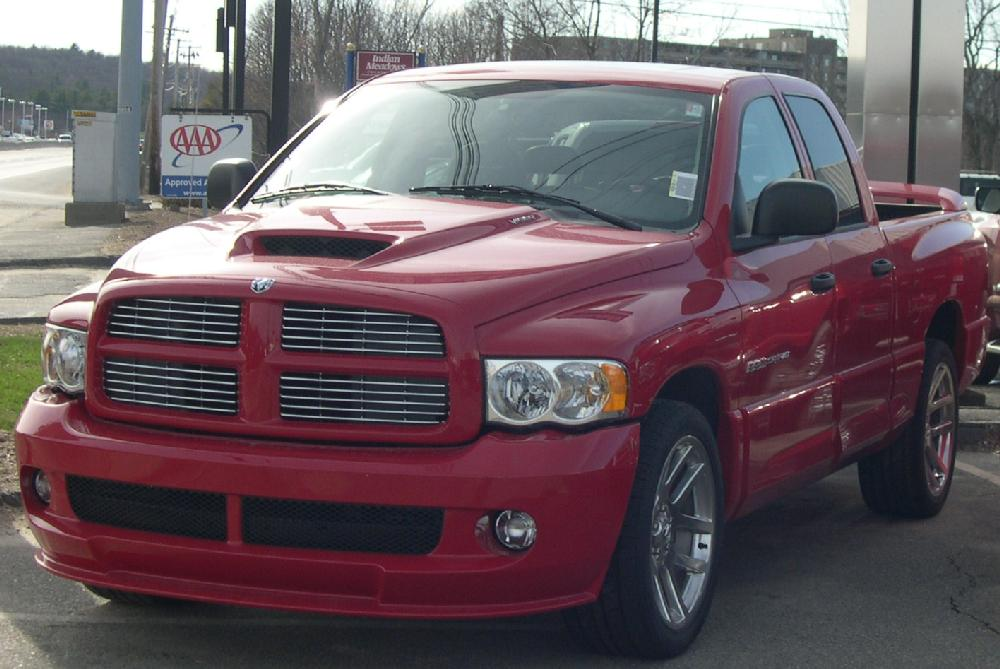
SRT-10 Quad Cab (2002–2006)
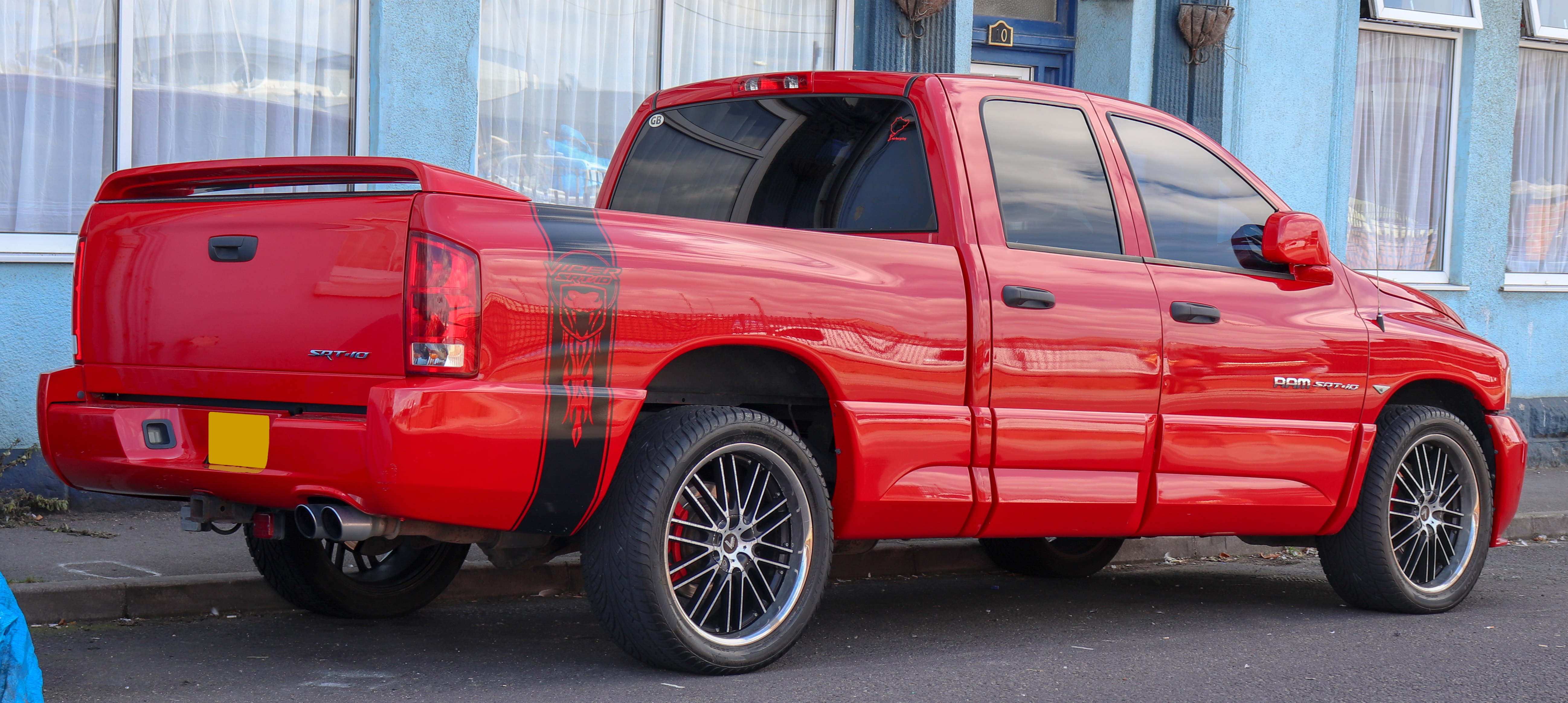
Heckansicht
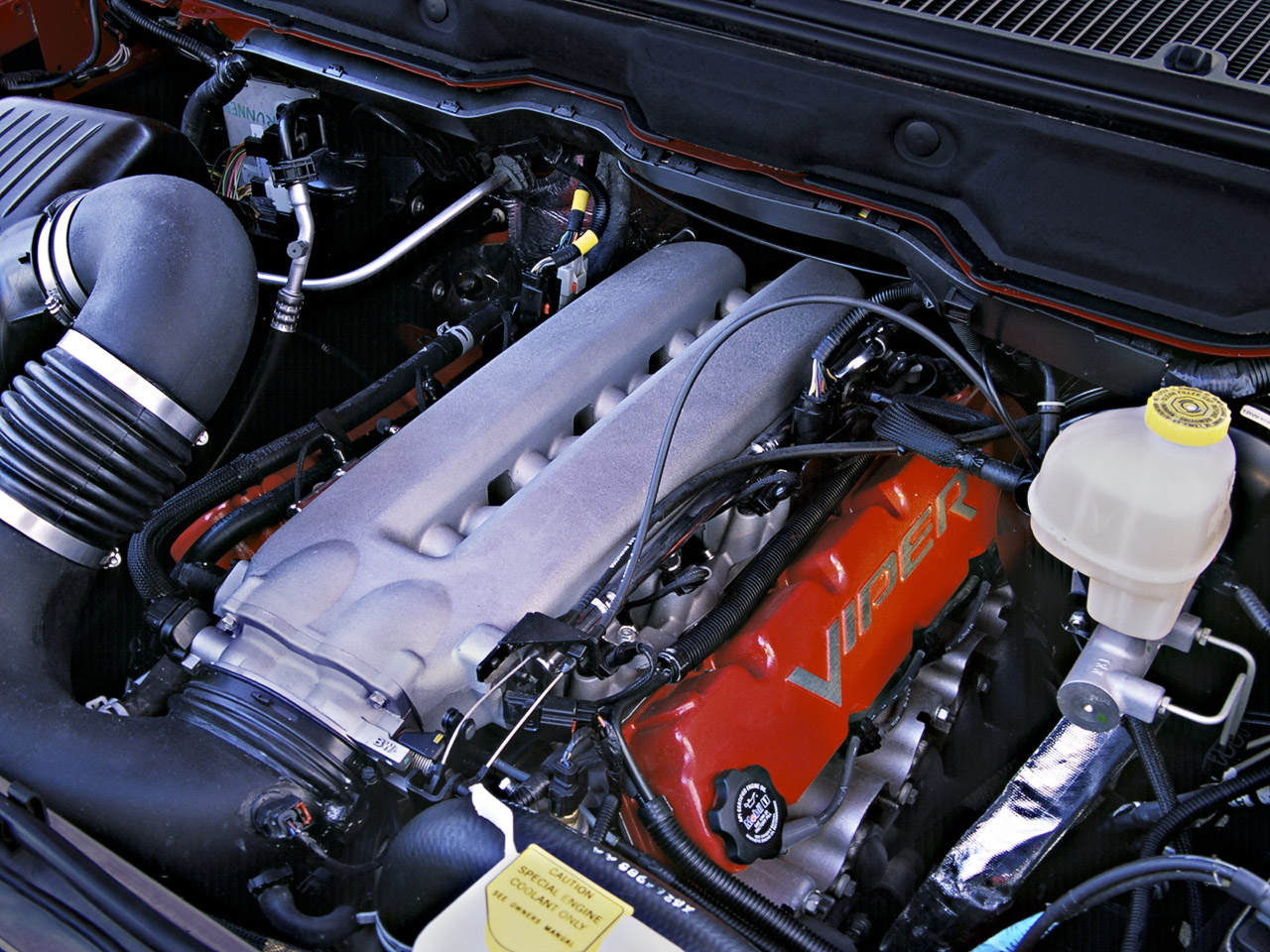
Motorraum
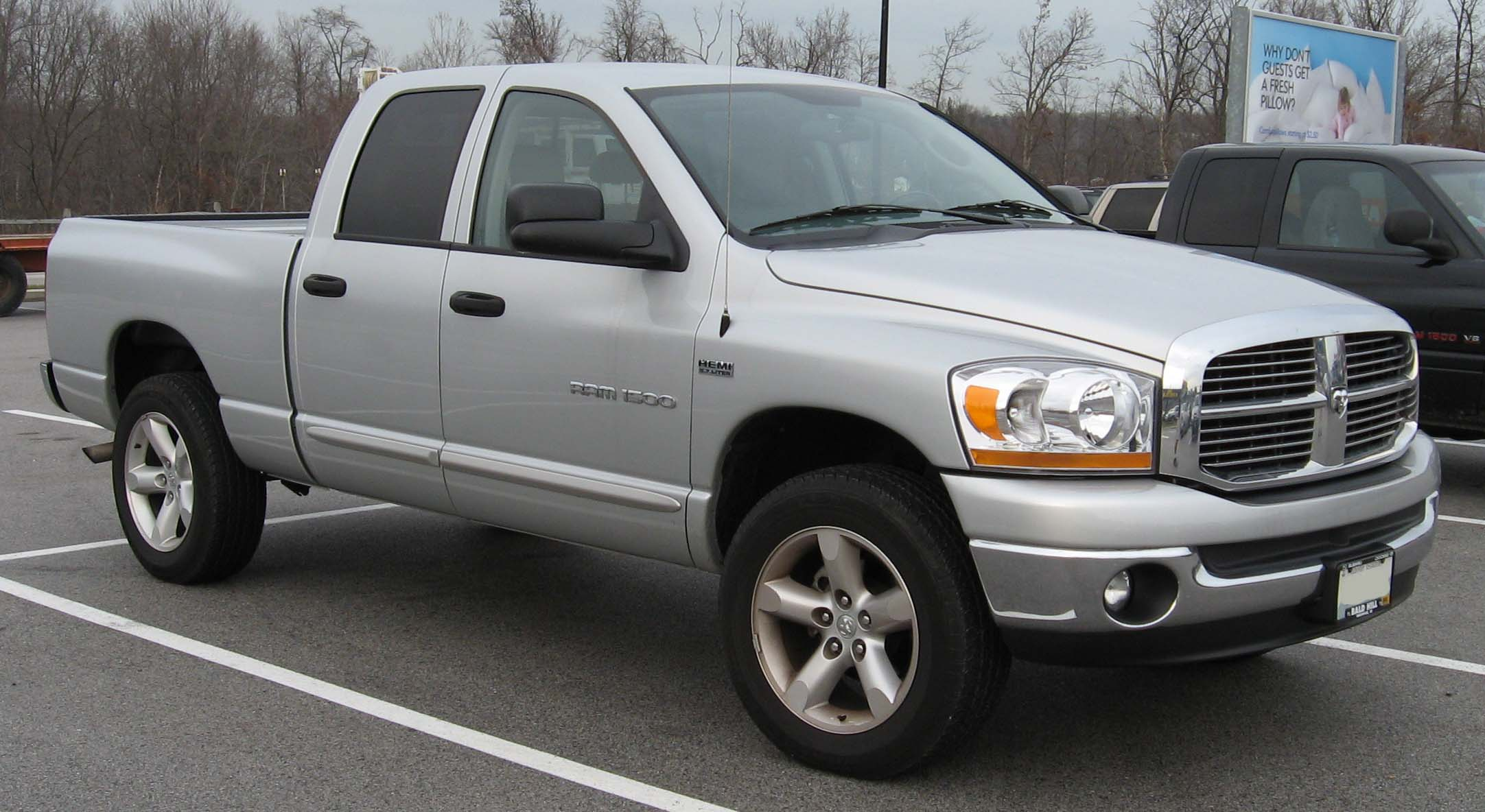
Dodge Ram 1500 Quad Cab (2006–2009)

## Vierte Generation (2009–2018)
Die vierte Generation des Dodge Ram wurde erstmals auf der North American International Auto Show 2008 in Detroit vorgestellt. Die Fahrzeuge wurden zunächst weiter als Dodge Ram verkauft, ab 2010 unter der dann neu ausgegliederten Marke Ram Trucks. 
Äußerlich ähnelt die vierte Generation den Modellen der dritten Generation, die Karosserie gewann abermals an Größe. Die Kabine beim Crew-Cab-Modell ist nun etwas länger, auch der Innenraum wurde überarbeitet. Für in Europa zugelassene RAM 1500 Modelle wird das Leergewicht mit 2293 bis 2695 kg und die zulässige Gesamtmasse mit 2858 bis 3500 kg angegeben.

### Motoren
Beim 2009er Modell gab es weiterhin die beiden 4,7- und 5,7-Liter-V8-Motoren sowie den kleineren 3,7-Liter-V6 Motor; auch wurde ein neuer 3,0-Liter-Turbo-Diesel gebaut. Die Leistung der beiden V8-Triebwerke wurde erheblich gesteigert. Der 4,7 Liter-V8 leistete zuletzt 231 kW (314 PS) und der 5,7 Liter-Hemi-V8 leistet nun 283 kW (385 PS). Zugleich gab Dodge an, den Benzinverbrauch etwas gesenkt zu haben.
Der von 2009 bis 2013 verwendete 4,7 Liter-V8 wurde durch einen 3,6-Liter-Pentastar-V6 ersetzt, dieser leistet 227 kW (308 PS) und 364 Nm Drehmoment. Der 3,7 Liter V6 mit 157 kW (213 PS) wurde 2012 ersatzlos gestrichen.
Einige Änderungen ergaben sich im Jahre 2013. Bei allen Modellen wurde nun das Torque-Flite genannte 8-Gang-Automatik-Getriebe ZF 8HP verwendet, das 8HP45 bei den Modellen 3,0 Turbo-Diesel, sowie 3,6 Liter Pentastar V6, das 8HP70 beim 5,7 Liter-Hemi-V8.
Mit dem Modelljahr 2013 wurde die Leistung des 5654 cm³ großen Hemi-V8 von 290 kW (394 PS) auf 295 kW (401 PS) bei 5600 min−1 und 556 Nm erhöht. Dies wurde ermöglicht durch die Verwendung einer elektronischen Lenkhilfe (electric power steering EPS) statt der bisherigen Servo-Pumpe.
Der neue 3,0-Liter Turbo-Diesel, welcher nun für den Ram 1500 erhältlich ist, erzeugt 179 kW (243 PS) und 570 Nm.
Für die 2500/3500 Modelle wird ein 6,7-Liter-Sechszylinder-Cummins-Turbodiesel mit 261 kW (355 PS) und 880 Nm Drehmoment angeboten. Der 2009er Ram 1500 hat eine neue Hinterradaufhängung und -federung mit Schrauben- statt Blattfedern, was den Fahrkomfort steigert und die Handhabung dieses „Full-Size“-Pick-ups erleichtert. Mit dem 295 kW (401 PS) starken 5,7-Liter-Hemi-V8 Motor schafft der Dodge Ram den Sprint von 0 auf 100 km/h in 7,3 s. Die Höchstgeschwindigkeit liegt bei abgeregelten 170 km/h.

### Modelle
- Ram 1500: 3,0-l V6 Diesel, 3,6-l V6, 3,7-l V6, 4,7-l V8, 5,7-l V8
- Ram 2500: 5,7-l V8, 6,4-l V8, 6,7-l R6 Diesel
- Ram 3500: 5,7-l V8, 6,4-l V8, 6,7-l R6 Diesel
- Ram 4500: 6,4-l V8, 6,7-l R6 Diesel
- Ram 5500: 6,4-l V8, 6,7-l R6 Diesel
- Ram 6500: 8,1-l V8, 6,7-l R6 Diesel

### Kabinenformen
- Regular Cab: Zweitüriges Modell mit zwei oder drei Sitzen, wahlweise mit kurzer oder langer Ladefläche
- Quad Cab: Viertüriges Modell mit fünf oder sechs Sitzen, die hinteren Türen sind deutlich kürzer als die vorderen
- Crew Cab: Viertüriges Modell mit fünf oder sechs Sitzen, vollwertige Türen hinten
- Mega Cab: Viertüriges Modell mit fünf oder sechs Sitzen, vollwertige Türen hinten und verlängerter Kabine

### Ausstattungsvarianten
- T: Basisvariante
- ST: Einsteigermodell mit Stoffsitzen
- SLT: Mittlere Ausstattungsvariante
- Sport: Sportliche Variante mit in Wagenfarbe lackiertem Kühlergrill und sportlichen Felgen
- TRX4 Offroad: Offroad-Modell
- Laramie: Luxus-Variante mit auf Wunsch zweifarbiger Karosserie und Lederausstattung serienmäßig
- Power Wagon: Offroad-Modell mit Seilwinde, Differenzialsperren an Vorder- und Hinterachse sowie entkoppelbarem Stabilisator an der Vorderachse
- Limited: Vollausstattung

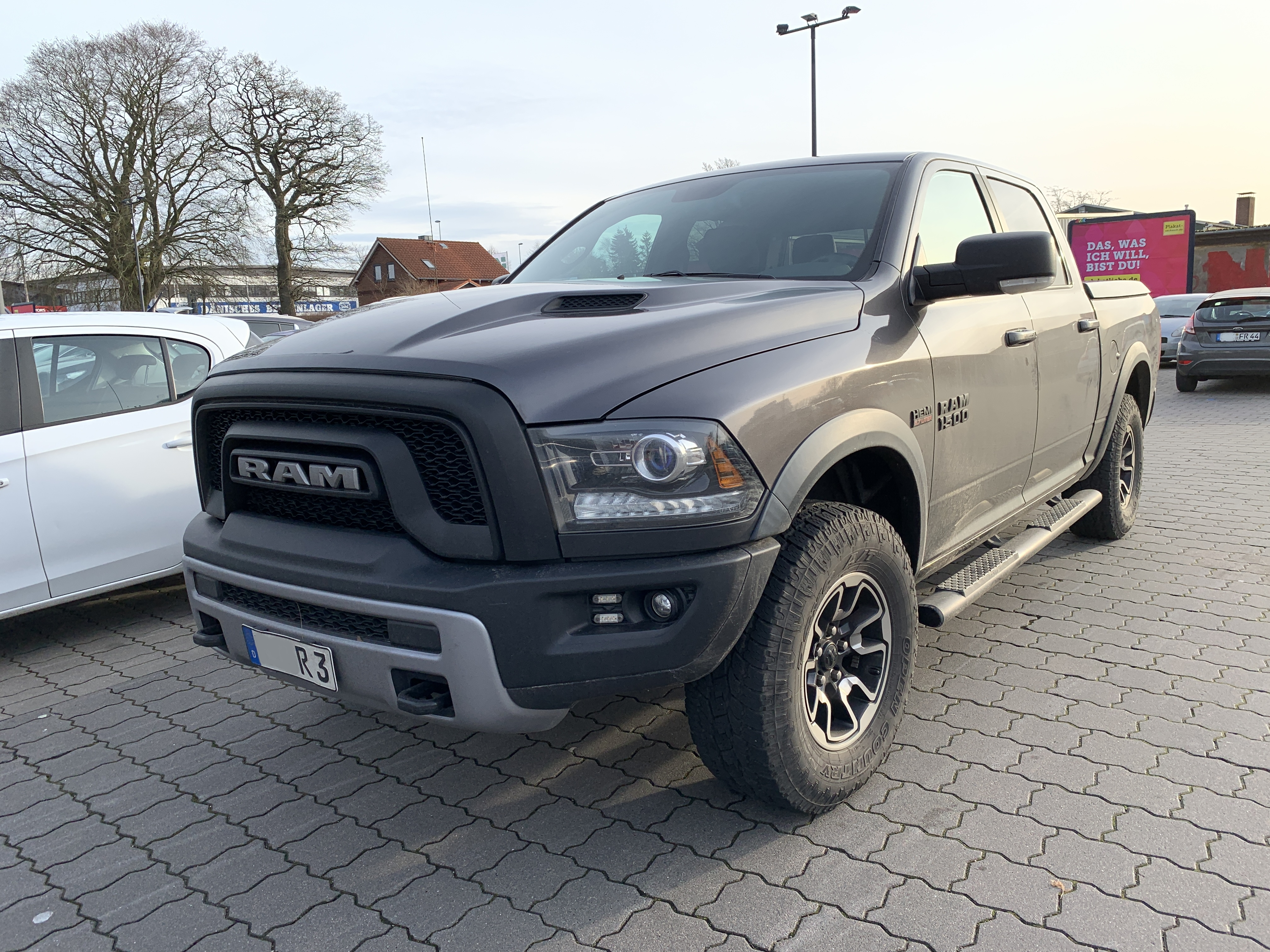
RAM 1500 Rebel (2017)
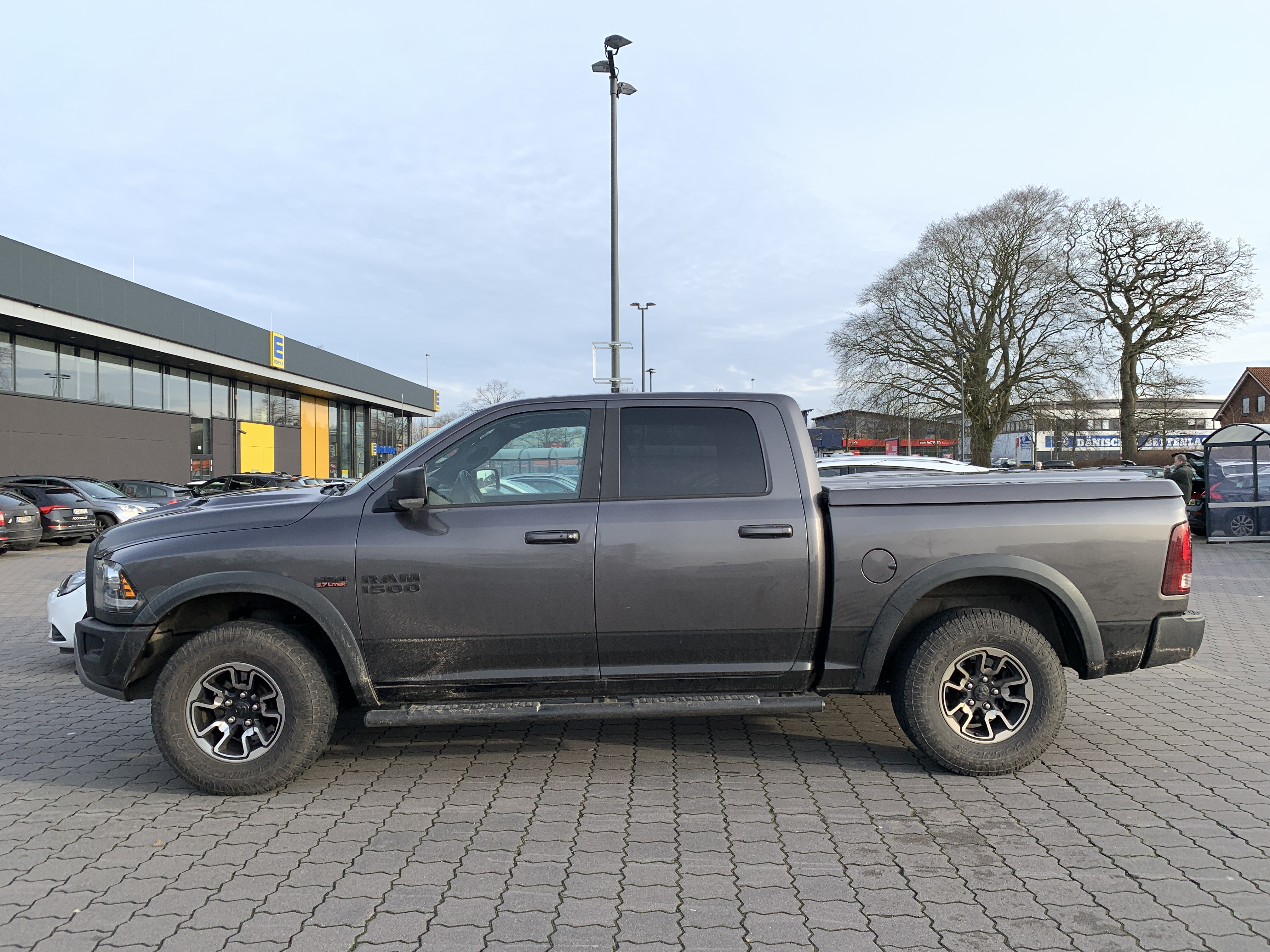
Seitenansicht 1500 Rebel
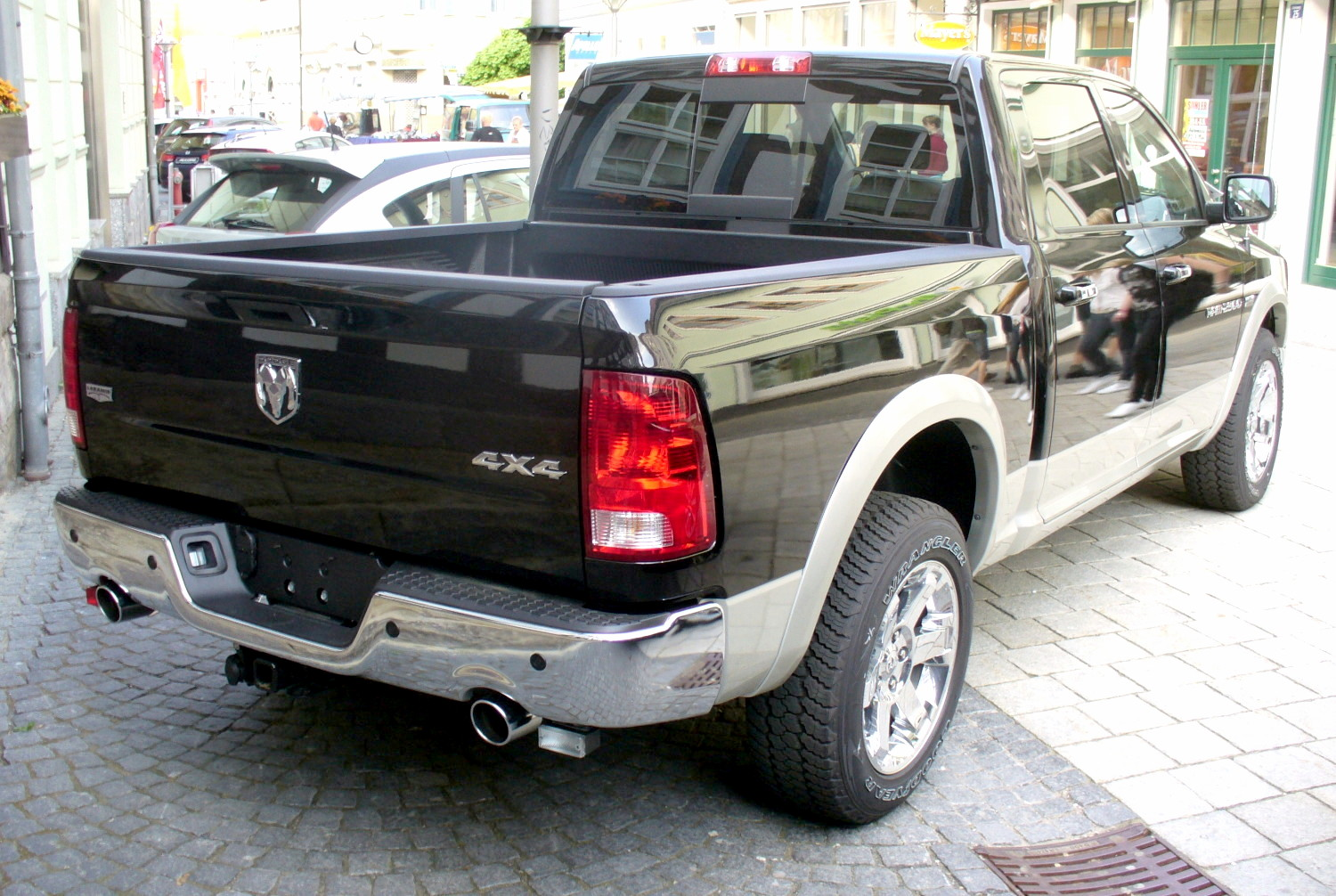
Heckansicht der vierten Ram-Generation
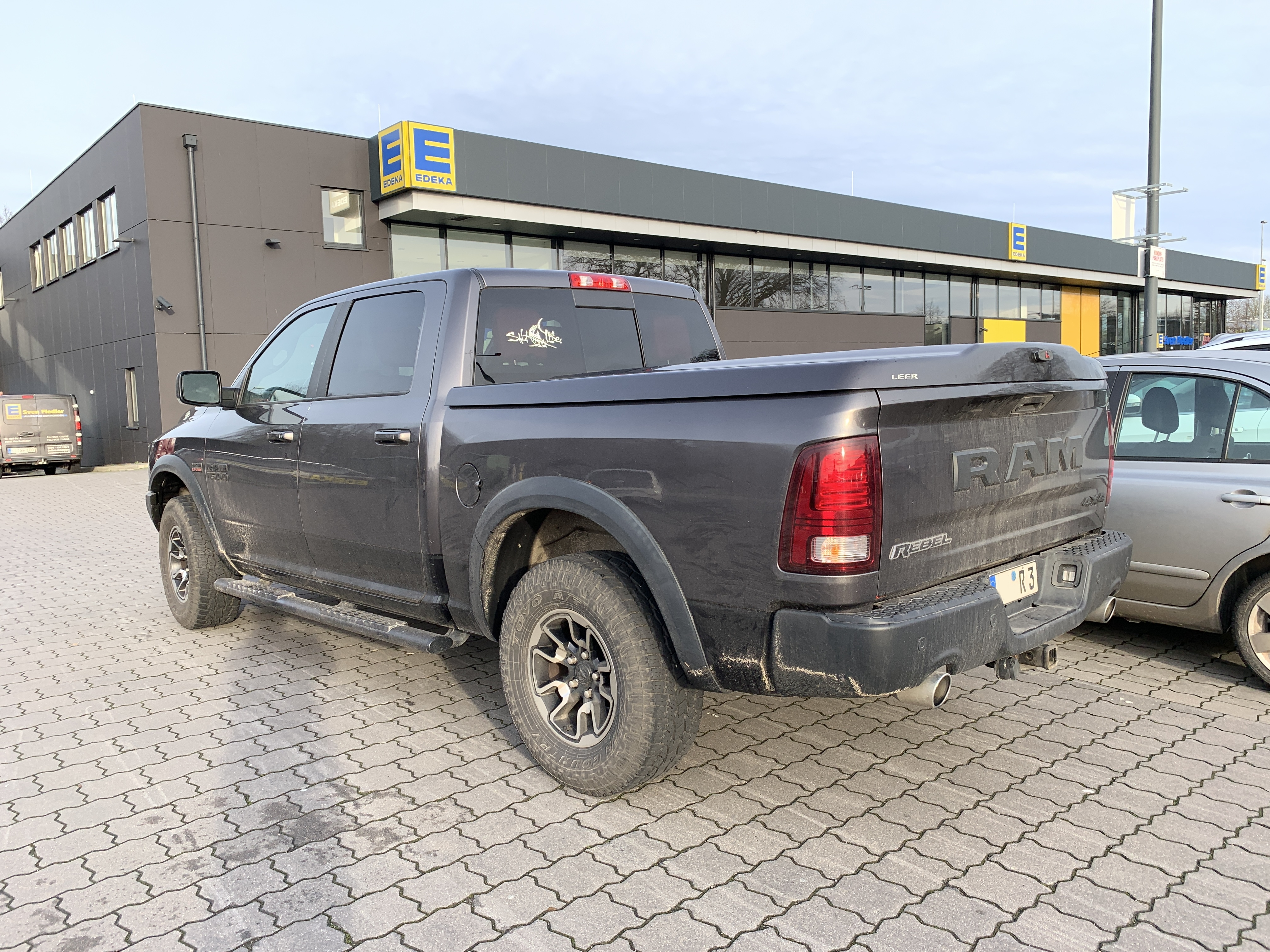
Heckansicht 1500 Rebel mit Pritschendeckel von LEER
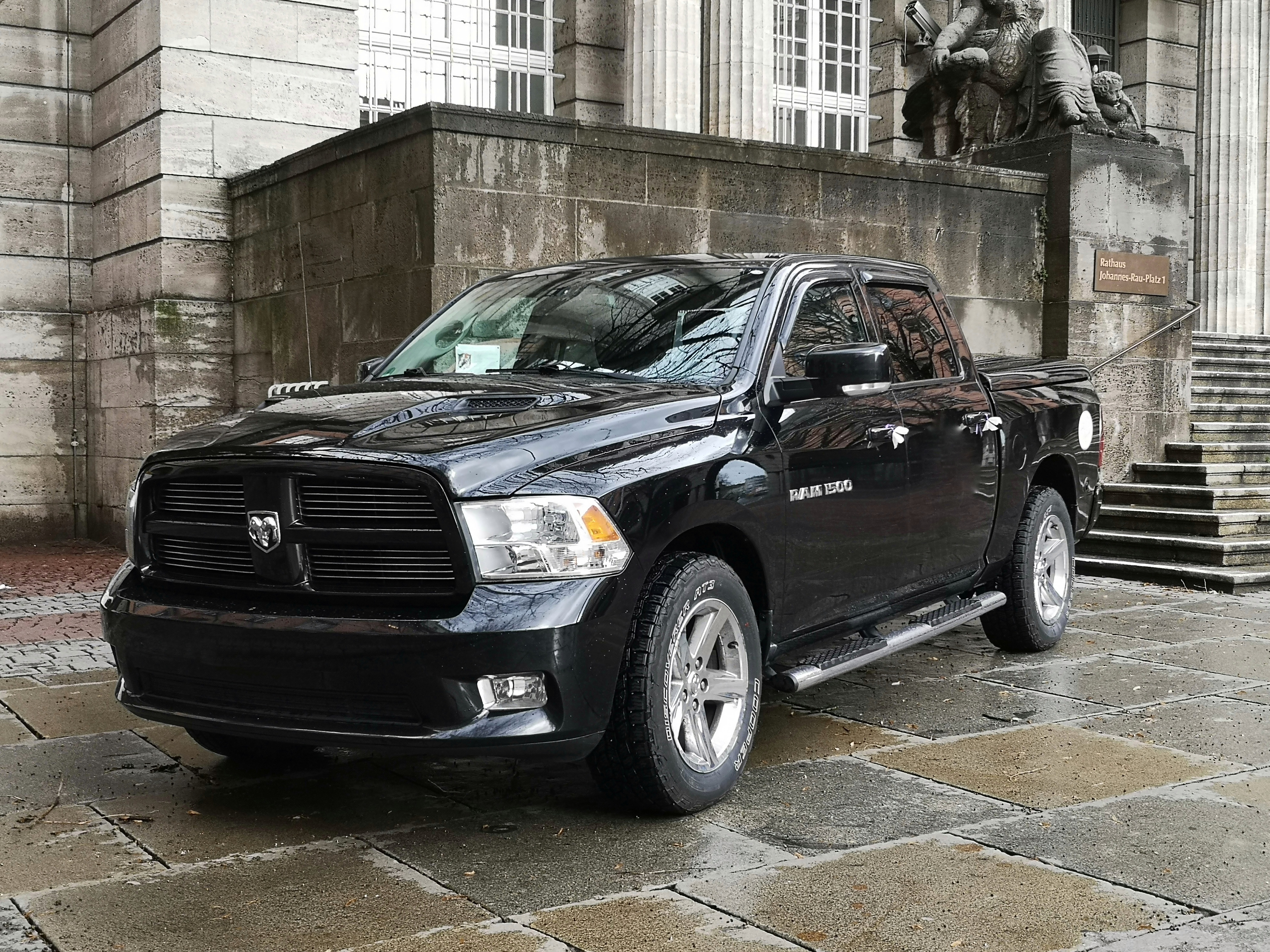
RAM 1500 Sport Front (2012)

## Nachfolger
Mit der Ausgliederung der Ram-Trucks aus Dodge wurde RAM zu einer eigenen Marke innerhalb von FCA. Dementsprechend tragen die neuen Modelle fortan die Bezeichnungen Ram 1500 bis Ram 3500.

## Probleme

### Feuer, Hybrid, 2012
Im September 2012 wurden alle 109 Dodge Ram 1500 Plug-in Hybrids und 23 Chrysler Town & Country plug-in hybrids eines Demo-Programms wegen überhitzter 12,9-kWh-Batterien zurückgerufen.

### Fernsteuern über Software, Uconnect Unterhaltungssystem, 2015
Charlie Miller, Sicherheitsforscher bei Twitter und früherer NSA-Hacker, und Chris Valasek, Direktor für Fahrzeugsicherheit bei der Beratungsfirma IOActive zeigten, wie ein Jeep Cherokee über sein Unterhaltungssystem Uconnect mittels Laptop und Mobiltelefon ferngesteuert werden kann. FCA rief daraufhin 1,4 Mio. Fahrzeuge unterschiedlicher Marken, die mit Uconnect ausgerüstet sind, zurück.

## Auszeichnungen
Dodge-Ram-Modelle bekamen zweimal die Auszeichnung Car of the Year vom Magazin Motor Trend verliehen.
Die zweite Generation des Autos gewann den Preis im Jahr 1994. Die dritte Generation gewann ihn im Jahr 2003. Die vierte Generation gewann u. a.: 2011 Consumer Guide Best Buy und Automobile Magazine 2010 All-Star.